# В'язке руйнування

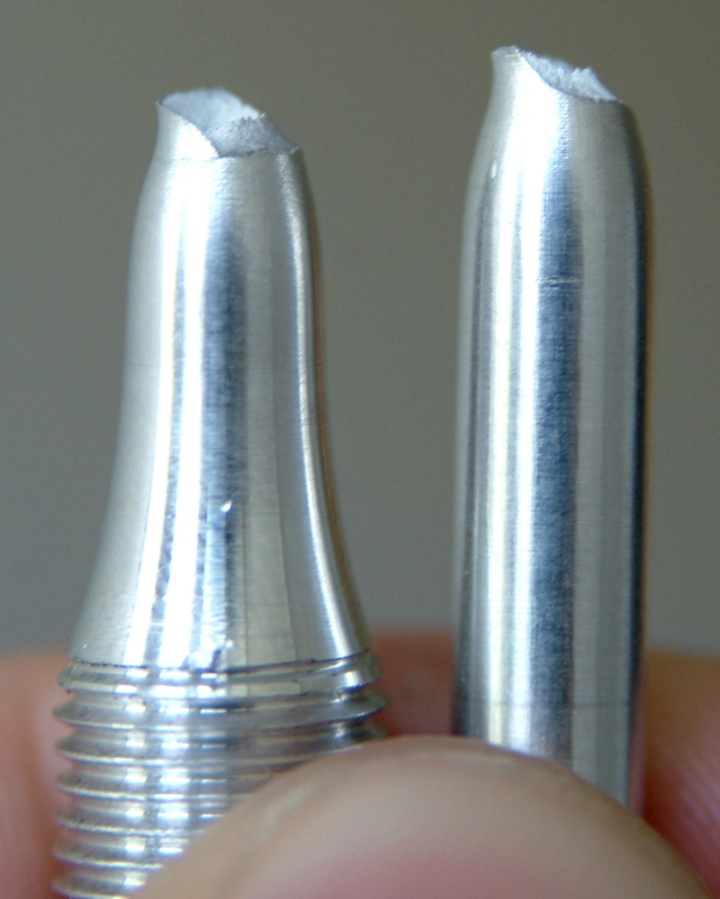
Зразок з алюмінієвого матеріалу після в'язкого руйнування в умовах розтягу

Діаграма розтягу пластичного матеріалу (конструкційної сталі), що завершується в'язким руйнуванням зразка
1. Границя міцності
2. Границя плинності
3. Руйнування (в'язке)
4. Область деформаційного зміцнення
5. Область деформаційного знеміцнення
A: Умовне напруження (F/A_{0})
B: Істинне напруження (F/A)

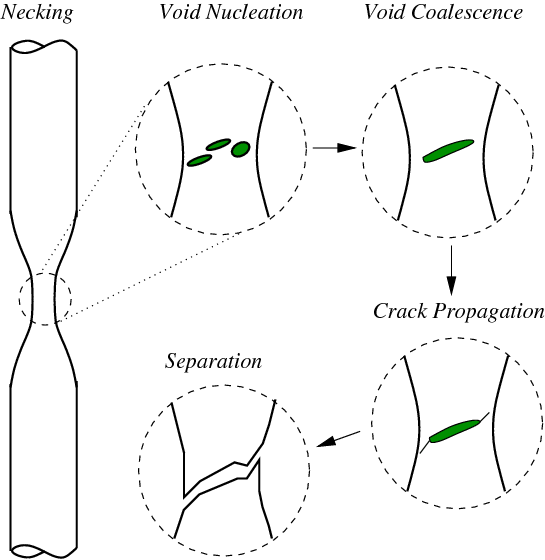
Схематичне зображення етапів в'язкого руйнування в умовах чистого розтягу

В'я́зке руйнува́ння (англ. ductile fracture) — руйнування, що супроводжується розвитком пластичних деформацій у матеріалі.

## Загальні особливості
Вивчення особливостей в'язкого руйнування є важливим для аналізу поведінки металів в умовах обробки тиском, де мають місце значні пластичні деформації, і руйнування, зокрема в'язке, є недопустимим. Воно як правило, буває внутрішньозеренним. Тонку структуру зламу вивчають за допомогою фрактографічного аналізу (дослідження структури поверхні руйнування у світловому та електронному мікроскопах), який дає важливу інформацію про механізм руйнування.
В'язке руйнування відбувається зазвичай після значної пластичної деформації матеріалу. Його головною особливістю є повільний розвиток тріщини та висока енергоємність, обумовлена необхідністю витрати значної роботи пластичної деформації у верхівці тріщини. На відміну від крихкого руйнування, при в'язкому іде зародження та розвиток великої кількості субмікротріщин, деякі з яких можуть зливатися одна з одною, утворюючи одну велику магістральну тріщину. Фрактографічна поверхня зазвичай є матовою, нерівною, зі слідами пластичної деформації у вигляді грубих смуг. Рельєф поверхні має вигляд окремих ямок діаметром 0,5...20 мкм та глибиною до декількох мікрометрів. Ямки є наслідком виникнення, зростання та злиття множини мікропор. На дні ямок виявляються частинки надлишкових фаз

## Перебіг процесу
В'язке руйнування розвивається поступово протягом трьох стадій.
На першій стадії виникає велика кількість пор в центральній частині зразка. При збільшенні навантаження пори витягуються вздовж напрямку дії розтягувального напруження. Ослаблений порами матеріал руйнується, пори зливаються одна з однією й виникає центральна тріщина перпендикулярна до осі зразка.
На другій стадії іде поширення центральної тріщини, тобто формування дна чашки. Процес відбувається за рахунок приєднання нових пустот внаслідок підвищеної концентрації напруження біля вершини тріщини. Швидкість цього процесу невелика.
Третя стадія, або формування конічної частки зламу. Тріщина при цьому досягає периферійних зон зразка. Швидкість її руху збільшується в десятки разів і змінюється напрямок поширення. Процес може відбуватися за двома варіантами:
1. Якщо кількість дефектів з обох боків центральної тріщини однакова, то подальше зростання тріщини іде під дією дотичних напружень (під кутом 45°) і внаслідок появи нових смуг зсуву лінія виходить на поверхню і виникає злам в формі подвійної чашки.
2. Якщо після початку формування зсуву в периферійних областях шийки з одного боку від центральної тріщини з'являються нові мікротріщини, то подальша деформація буде локалізована саме в цих місцях і кінцеве руйнування відбудеться шляхом зрізу вздовж новоутворених тріщин і виникне чашка з конусом.
Крім розглянутих випадків в'язкого руйнування, можливе утворення зламів іншої форми, які визначаються геометрією зразка, характером його деформації і ступенем пластичності матеріалу. Наприклад, при розтягуванні циліндричних зразків із високою пластичністю, зокрема надпластичних, відносне звуження близьке до 100% і шийка перетворюється на точку. В аналогічних плоских зразків шийка вироджується в лінію, розміщену під кутом ~ 45° до осі розтягування.

## Різновиди
Залежно від кристалічної будови матеріалів при в'язкому руйнуванні реалізуються різні типи ямкового зламу
- В гексагональних щільноупакованих кристалічних ґратках зріз реалізується внаслідок базисного ковзання. Поверхня має форму однобокого клину. В кристалах з гранецентрованою кубічною ґраткою (ГЦК) зріз відбувається після інтенсивного ковзання з формуванням грубих смуг деформації.
- В матеріалах з об'ємноцентрованою кубічною ґраткою (ОЦК) та ряді ГЦК матеріалів можливе формування великої шийки. У високопластичних матеріалах звуження становить практично 100%.
- Якщо пластичний зразок з ГЦК ґраткою плоский, то можливе формування у зоні розриву у формі, що нагадує лезо ножа.
- Якщо в матеріалі присутні грубі частинки іншої фази, спостерігається волокнистий злам. Тріщина розвивається по міжфазовій поверхні чи по тілу частинок, якщо вони крихкіші за матрицю.
- Найпоширенішим механізмом в'язкого руйнування є «чашковий злам», який є результатом поєднання в єдину тріщину великої кількості мікропор. Шийка утворюється після деякого рівномірного подовження зразка і є результатом локалізації деформації в обмеженому об'ємі. Всередині шийки напружений стан є складним в порівнянні з вихідним одновісним розтягуванням. У цих умовах і відбувається зародження і розвиток в'язких тріщин. Зародкові тріщини виникають і розвиваються в середній частині шийки. Відбувається локалізація напружень, в результаті змінюються швидкість поширення тріщини і напрям її розвитку. Через локалізацію пластичної деформації в площинах дії максимальних дотичних напружень подальше руйнування йде шляхом зрізу. У результаті центральна частина тріщини утворює «дно», а периферійні — конусні «стінки» чашки зламу. Отже, значна пластична деформація не тільки передує в'язкому руйнуванню, але й триває в процесі його розвитку.